# A 36ª Câmara de Shaolin
A 36ª Câmara de Shaolin é um filme de kung fu dos Shaw Brothers dirigido por Liu Chia-liang e estrelando Gordon Liu. O filme é baseado na vida de San Te, um discípulo Shaolin lendário que foi treinado por Chi Shan, representado por Gordon Liu. Foi seguido pelo filme Retorno à Câmara 36, que traz Gordon Liu como personagem principal e outro ator no papel de San Te, e Discípulos da Câmara 36.

## Sinopse
Os inimigos da dinastia Ching, liderados por Ho Kuang-han, estão escondidos em Cantão disfarçados de mestres de artes marciais. Descobertos, sofrem um brutal ataque dos manchus. O jovem San Te (Chia Hui Liu) consegue fugir e, jurando vingança, se refugia no Templo de Shaolin, onde dedica-se arduamente ao estudo das artes marciais e logo se torna um habilidoso mestre.

## Filmes sucessores
- Return to the 36th Chamber (1980)

- Disciples of the 36th Chamber (1984)